# Зденєк Їротка
Зденєк Їротка (чес. Zdeněk Jirotka 7 січня 1911 – 12 квітня 2003) – чеський письменник-гуморист, драматург та журналіст. Найвідомішим його твором є роман "Сатурнін" (1942), який здобув велику популярність завдяки своєму тонкому гумору та сатирі.

## Життєпис
Їротка народився у 1911 році в Остраві (Сілезія), де також виріс і розпочав навчання в гімназії, яке, однак, не закінчив. Після виключення освоював професію муляра і зрештою йому вдалося скласти випускні іспити у Вищій промисловій будівельній школі в Градець-Кралове (1933). Після цього він вступив до армії і як офіцер піхоти, а згодом як будівельний інспектор військових об’єктів, служив до 1938 року в різних гарнізонах Моравії та Словаччини (Оломоуц, Вишков, Брно, Кошиці, Банська Бистриця).
Після демобілізації чехословацької армії у 1938 році Зденєк Їротка працював чиновником у Міністерстві громадських робіт. Його захоплення англійським літературним гумором і найвідомішими авторами того часу (Дж. К. Джером, П. Г. Вудгауз) надихнуло його на написання роману Сатурнін (1942), який завдяки своїй унікальності порівняно з тодішньою чеською літературою отримав величезний відгук. Це дозволило Їротці залишити постійну роботу і зайнятися літературною діяльністю. Він писав оповідання, фейлетони, а у 1944 році видав ще одну книгу – пародійний детектив Чоловік із собакою.
З 1940 року тісно співпрацював із газетою Lidové noviny, у 1945–1951 роках був її редактором, а наступні два роки провів у редакції гумористичного тижневика Dikobraz (1951–1953). Довше він працював у Чехословацькому радіо (1953–1962), де спочатку очолював редакцію гумору та сатири, а згодом – редакцію чеської та словацької літератури. У другій половині 1960-х років він брав участь у створенні радіо- та телепередачі Sedmilháři разом із Владіміром Каліною, Іваном Освальдом, Ярославом Отченашеком, Їндржішкою Сметановою та Франтішеком Влчеком.
Передача стала основою для книжкового видання. У 1962 році він повернувся до Dikobraz, де працював аж до виходу на пенсію у 1971 році, обіймаючи посаду заступника головного редактора.
Після подій 1968 року Їротку виключили зі Спілки чехословацьких письменників, а у 1970-х і 1980-х роках його твори зазнали цензурних обмежень.
Їротка також пов’язаний з кінематографом не тільки як автор сюжетів, але й як актор епізодичних ролей. У 1960-х роках він зіграв невеликі ролі у двох фільмах (Сім убитих, 1965; Парадом командую я, 1969)
За такими його романами було знято фільми:
- Muž se psem (Польща, 1961) під назвою Walet pikowy, режисер Тадеуш Хмелевський, в Чехословаччині вийшов як Pikový svršek;
- Saturnin (1994) – чотирисерійний телевізійний серіал (сценарій: Їржі Вєрчак та Магдалена Вагнерова, режисер Їржі Вєрчак), пізніше змонтований у повнометражний фільм.

Наприкінці 1960-х років відбулося перевидання як Сатурніна, так і Чоловіка із собакою (доповненого кількома новими оповіданнями). Однак через події 1968 року і вимушений вихід на пенсію Їротка у 1970–1980-х роках не міг публікуватися. Екранізація його найвідомішого твору стала можливою лише після 1989 року. Здавалося б, непристосований для кіно Сатурнін у 1994 році отримав як повнометражну, так і розширену телевізійну серіальну адаптацію, зняту Їржі Вєрчаком, з Олдржихом Візнером у головній ролі.
Його син Зденєк Їротка (молодший) також став письменником. Взяв псевдонім Антонін Їротка, аби відрізнятись від славнозвісного батькового. Працював журналістом та редактором для журналів Signal, Policista та ін. Присвятив себе здебільшого написанню детективів. Також відомий під псевдонімом Антонін Кароус.